# Гаррі Мартінсон
Га́ррі Ма́ртінсон (швед. Harry Edmund Martinson, 6 травня 1904 — 11 лютого 1978) — шведський письменник, лауреат Нобелівської премії з літератури за 1974 рік. Мартінсон відомий насамперед як автор науково-фантастичної поеми «Аніара» (1956) та роману «Шлях до королівства дзвонів» (1948).

## Біографія
Гаррі Мартінсон був п'ятою дитиною в сім'ї та єдиним хлопчиком. Коли йому було шість років, помер батько. Рік по тому мати емігрувала до Америки, залишивши дітей у Швеції. Гаррі Мартінсон мав рано почати працювати. 1920 року він влаштувався моряком та чорноробом й здійсив декілька довгих подорожей, зокрема до Індії та Бразилії.
У Гетеборзі та Стокгольмі познайомився з модерністськими художниками та літертатурним угрупованням «робітничих письменників». 1929 року його твори увійшли до антології «П'ятеро молодих» (5 unga).
1929 року одружився з письменницею Муе Мартінсон (Moa Martinson). Вони прожили в шлюбі до 1941 року, після чого в 1942 році Гаррі Мартінсон одружився з Інгрід Ліндкранц (Ingrid Lindcrantz).
1940 року пішов добровольцем на радянсько-фінську війну 1939—1940 р., де воював проти СРСР.
1949 року був обраний членом Шведської Академії.
За час з 1938 до 1974 року Гаррі Мартінсон став лауреатом 10 премій та спеціальних стипендій. Крім Нобелівської премії 1974 року, здобув також премію газети «Свенська Дагбладет» (1944), премію Бельман (1951), премію Шведського радіо (1967) та інші.
Наклав на себе руки, зарізавшись ножицями в лікарні.

## Твори

### Проза
- Подорож без мети (Resor untan mål, 1932, перший том його подорожніх нотаток).
- Мис Прощай (Kap Farväl, 1933, другий том його подорожніх нотаток).
- Цвіте кропива (Nässlorna blomma, 1935, перша частина автобіографічного роману).
- Треба йти (Vägen ut, 1936, друга частина автобіографічного роману).
- Дорога до королівства дзвонів (Vägen till Klockrike, 1948, роман).

### Поезія
- Корабель-привид (Spökskepp, 1929).
- Аніара (Aniara, поема, 1956).